# 무차차 이탈리아나 비에네 아 카사르세 (2014년 텔레노벨라)
《무차차 이탈리아나 비에네 아 카사르세》(스페인어: Muchacha italiana viene a casarse)은 2014년부터 2015년까지 방영된 멕시코의 텔레노벨라이다.